# Paul-Gerhardt-Kirche
La Paul-Gerhardt-Kirche (letteralmente: «chiesa di Paul Gerhardt») è una chiesa evangelica di Berlino, sita nel quartiere di Schöneberg a fianco dell'antica chiesa paesana.
In considerazione della sua importanza architettonica, è posta sotto tutela monumentale (Denkmalschutz).